# Пиргос (дим)
Пи́ргос (греч. Δήμος Πύργου) — община (дим) в Греции в северо-западной части полуострова Пелопоннес на побережье заливов Хелонитис и Кипарисиакос Ионического моря в периферийной единице Элида в периферии Западная Греция. Население 47 995 жителей по переписи 2011 года. Площадь 456,61 квадратного километра. Плотность 105,11 человека на квадратный километр. Административный центр — Пиргос. Димархом на местных выборах 2014 года избран Гавриил Лиацис (Γαβριήλ Λιατσής).
Создана в 1835 году как Летрины (Δήμος Λετρίνων). Названа по древнему одноимённому городу. В 1976 году (ΦΕΚ 86Α) переименована в Пиргос.
В 2010 году (ΦΕΚ 87Α) по программе «Калликратис» к общине Пиргос присоединены упразднённые общины Волакс, Иардан, Олени и Пиргос.

## Административное деление

Административное деление общины:
1 — Пиргос
2 — по часовой стрелке: Иардан, Олени, Волакс

Община (дим) Пиргос делится на 4 общинные единицы.